# دونگه ویدووو
دونگه ویدووو (به صربی: Donje Vidovo) یک منطقهٔ مسکونی در صربستان است که در ناحیه پوموراولیه واقع شده‌است. دونگه ویدووو ۱٬۹۳۲ نفر جمعیت دارد.